# Молодіжна збірна Китайського Тайбею з хокею із шайбою
Молодіжна збірна Китайського Тайбею з хокею із шайбою — національна молодіжна чоловіча збірна команда Китайського Тайбею, складена з гравців віком не більше 20 років, яка представляє країну на міжнародних змаганнях з хокею. Функціонування команди забезпечується Федерацією хокею Китайського Тайбею, яка є членом ІІХФ.

## Результати на чемпіонатах світу
- 2010 – Закінчили на 5-му місці (Дивізіон III)
- 2011 – Закінчили на 7-му місці (Дивізіон III)
- 2017 – Закінчили на 8-му місці (Дивізіон III)
- 2018 – кваліфікація Дивізіон III
- 2019 – Закінчили на 6-му місці (Дивізіон III)
- 2020 – Закінчили на 7-му місці (Дивізіон III)
- 2021 – Турніри дивізіонів I, II та III скасовано через пандемію COVID 19.
- 2022 – Закінчили на 1-му місці (Дивізіон III)
- 2023 – Закінчили на 5-му місці (Дивізіон II Група «В»)
- 2024 – Закінчили на 6-му місці (Дивізіон II Група «В»)
- 2025 – Закінчили на 2-му місці (Дивізіон ІІІА)